# Tetrablemma vietnamense
Espèce
Synonymes
- Tetrablemma vietnamensis Lehtinen, 1981

Tetrablemma vietnamense est une espèce d'araignées aranéomorphes de la famille des Tetrablemmidae.

## Distribution
Cette espèce est endémique du Viêt Nam.

## Publication originale
- Lehtinen, 1981 : Spiders of the Oriental-Australian region. III. Tetrablemmidae, with a world revision. Acta Zoologica Fennica, vol. 162, p. 1-151.